# Aeroportul Forlì
Aeroportul Forlì (IATA: FRL, ICAO: LIPK) este un aeroport din Forlì, Provincia Forlì-Cesena, Emilia-Romagna, Italia ce deservește zona Forlì. Aeroportul a fost tranzitat în 2022 de 94.610 pasageri. A fost deschis în 19 septembrie 1936 și numit după zona deservită.
Situat la o altitudine de 29 m, aeroportul dispune de 1 pistă.

## Infrastructură

### Piste
Aeroportul dispune de o singură pistă. Pista are orientarea 12/30.